# Głuszyca Górna
Głuszyca Górna est une localité polonaise de la gmina de Głuszyca, située dans le powiat de Wałbrzych en voïvodie de Basse-Silésie.

## Histoire
De 1818 à 1945, Ober Wüstegiersdorf fait partie de l'arrondissement de Waldenburg dans le district de Breslau au sein de la province de Silésie.